# براندون جي
براندون غي (مواليد 6 يونيو 1987 في فايتفيل )، لاعب كرة قدم أمريكي. يلعب حاليا مع فريق سان دييغو شارجرز.

## المدرسة الثانوية
التحق غي بمدرسة جاك بريت الثانوية في فايتفيل حيث حصل على رتبة الشرف في اقليمه لكل من مناصبه كظهير ركني ومستقبل واسع . تميز بلعبه الممتاز مما جعله يفوز بلقب بطولة ولاية كارولينا الشمالية مع مدرسته الثانوية بتسجيل هدفين في النهائي.
1. ↑  Pro Football Reference (بالإنجليزية), Sports Reference, LLC, QID:Q7246590